# Relaciones Francia-Vietnam
Las relaciones franco-vietnamitas comenzaron ya en el siglo XVII con la misión del padre jesuita Alexandre de Rhodes. Varios comerciantes visitaron Vietnam durante el siglo XVIII, hasta que la importante participación de las fuerzas francesas bajo Pigneau de Béhaine de 1787 a 1789 ayudó a establecer la dinastía Nguyễn. Francia estuvo muy involucrada en Vietnam en el siglo XIX bajo el pretexto de proteger el trabajo de los misioneros católicos en el país. Francia se esculpió progresivamente una gran colonia, que formaría la Indochina francesa en 1887. Francia siguió gobernando Vietnam como colonia hasta la derrota de Francia en la primera guerra de Indochina y la proclamación de la independencia de Vietnam en 1954.

## Historia

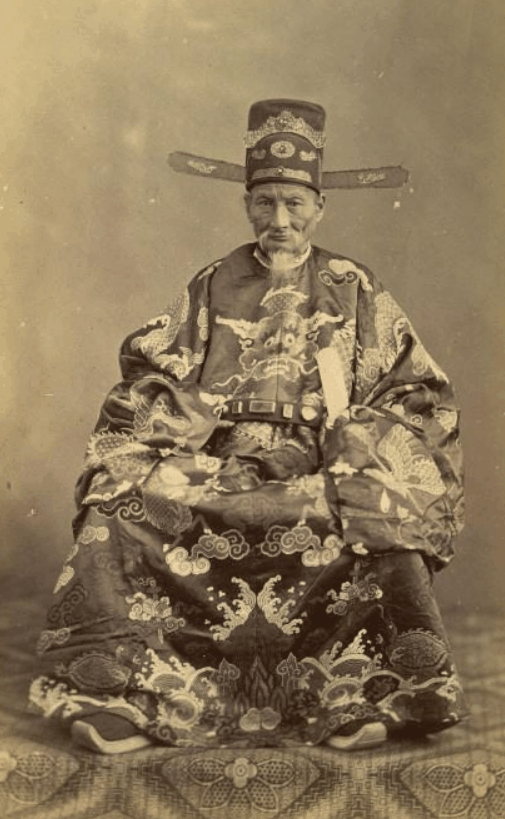
Phan Thanh Giản en París en 1863.

En 1858, Charles Rigault de Genouilly atacó Vietnam bajo las órdenes de Napoleón III después de la misión fallida del diplomático Charles de Montigny.
Su misión declarada era detener la persecución de los misioneros católicos en el país y asegurar la propagación de la fe sin impedimentos. Rigault de Genouilly, con 14 cañoneras francesas, 3.000 hombres y 300 tropas Filipinas provistas por los españoles, atacaron el puerto de Đà Nẵng en 1858, causando daños considerables y ocupando la ciudad. 
Después de unos meses, Rigault tuvo que abandonar la ciudad debido a problemas de suministro y enfermedades.
La campaña Bắc Ninh (marzo de 1884) fue una de una serie de enfrentamientos entre las fuerzas francesas y chinas en Tonkin (norte de Vietnam) en el período. La campaña, que duró del 6 al 24 de marzo, resultó en la captura francesa de Bắc Ninh y la derrota completa del ejército de Guangxi en China .
China, el jefe supremo tradicional de Vietnam, siguió impugnando la influencia francesa en la zona y apoyaba a Annam, así como a las banderas negras en su territorio en la frontera con Tonkin. Aunque se firmó un tratado entre Francia y China (11 de mayo de 1884, Acuerdo de Tientsin) que prometía la evacuación china de Tonkin, los enfrentamientos militares continuaron como en la emboscada de Bắc L (junio de 1884). Estas tensiones llevaron a la guerra entre China y Francia (1884-85), que finalmente obligó a China a desvincularse totalmente de Vietnam y confirmó las posesiones francesas.

## 1887-1954

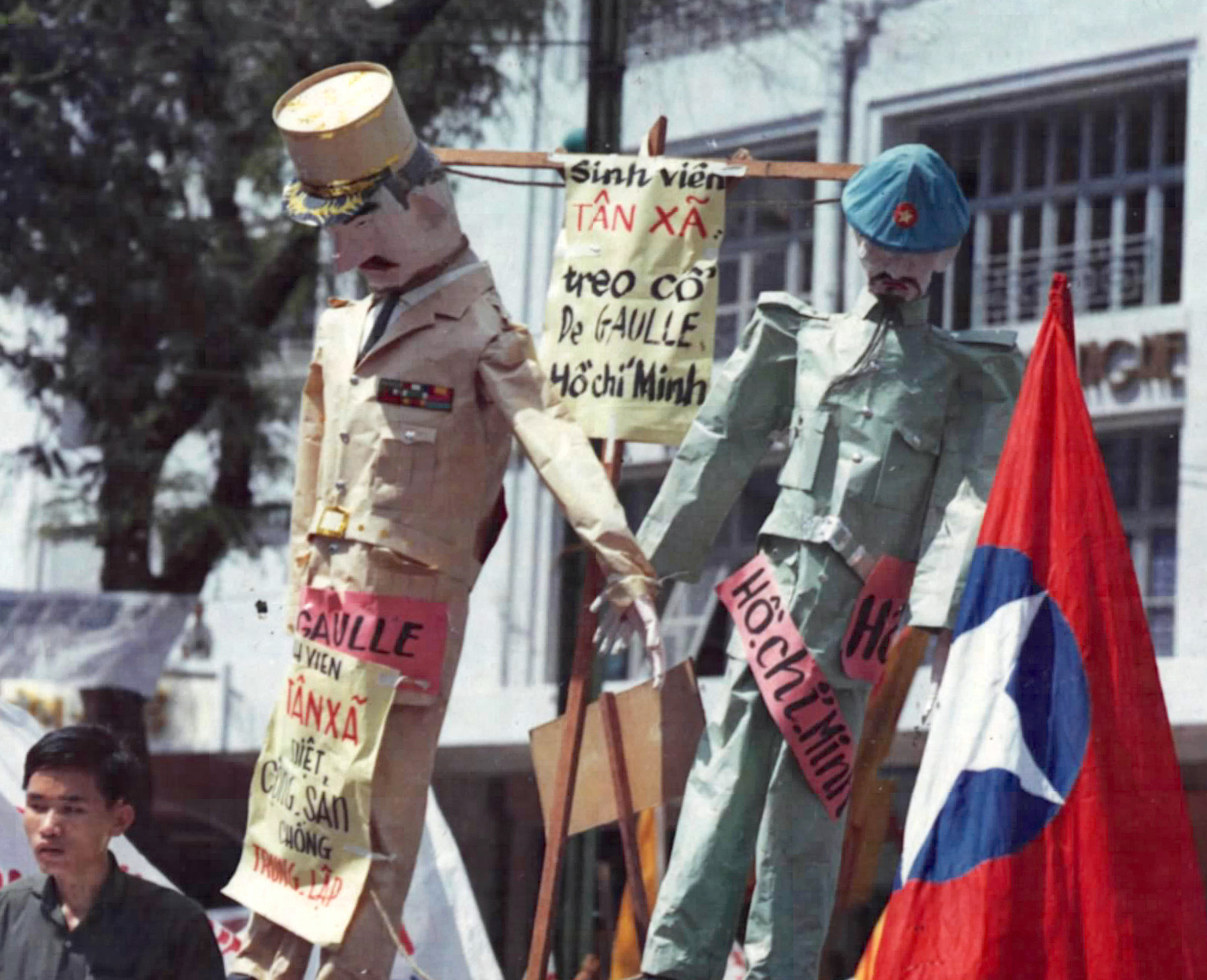
Propaganda de Charles De Gaulle y Hồ Chí Minh.

La Indochina francesa se formó oficialmente en octubre de 1887 a partir de Annam , Tonkin , Cochinchina (que juntos forman el Vietnam moderno ) y el Reino de Camboya después de la guerra entre China y Francia (1884-1885). Jean Antoine Ernest Constans se convirtió en el primer gobernador general de la Indochina francesa el 16 de noviembre de 1887. Laos se añadió después de la guerra franco-siamesa de 1893 .
La federación duró hasta 1954. En los cuatro protectorados , los franceses dejaron formalmente a los gobernantes locales en el poder, que fueron los emperadores de Vietnam, los reyes de Camboya y los reyes de Luang Prabang , pero de hecho reunieron todos los poderes en sus manos, el local gobernantes actuando solo como cabezas. Los franceses se quedaron en Indochina durante la Segunda Guerra Mundial, tolerados por el ejército japonés. En 1946, el emperador Bảo Đại fue derrocado por Hồ Chí Minh y hasta 1954, Vietnam se Independizó del poderío de Francia. En 1966, el general Charles De Gaulle visitó Camboya, donde dirigió un discurso el 1 de septiembre en el que condenó a la invasión estadounidense de Vietnam.

## Fin de la Guerra y relaciones posteriores
Francia reconoció Vietnam del Norte y estableció relaciones diplomáticas el 12 de abril de 1973. François Mitterrand se convirtió en el primer presidente francés que visitó Vietnam, en 1990, para aumentar la cooperación entre Francia y su antigua colonia, Vietnam. Desde entonces, Francia sigue seriamente a Vietnam, debido a la huella histórica y el papel de Vietnam en la Francofonía.  En 2016, el presidente de Francia, François Hollande realizó una Visita de Estado a Vietnam.